# Вашан (река)
Вашан (тадж. Вашан) — река протекающая по территории Айнинского района Согдийской области Таджикистана. Левый приток реки Зеравшан впадающий в него в 653 км от устья. Берёт начало на северных склонах Зеравшанского хребта. В среднем течении пересекает одноимённый посёлок.
Длина — 10 км. Площадь водосбора — 48,2 км². Количество рек протяжённостью менее 10 км расположенных в бассейне Вашан — 5, их общая длина составляет 9 км.